# Bến Hải
Bến Hải – rzeka w środkowym Wietnamie o długości ok. 100 km, w latach 1954–1975 rzeka graniczna pomiędzy Wietnamem Południowym i Północnym, a jednocześnie środek „strefy zdemilitaryzowanej”, którą wytyczono podczas konferencji genewskiej w roku 1954 w przybliżeniu wzdłuż 17. równoleżnika szerokości geograficznej północnej. Strefa Zdemilitaryzowana rozciągała się po około 5 kilometrów po obu stronach rzeki. Wbrew nazwie w strefie zdemilitaryzowanej toczyły się ciężkie walki w czasie całego czasu trwania wojny wietnamskiej.
Rzeka ma źródła w Górach Annamskich przy granicy z Laosem i kieruje się do Morza Południowochińskiego, płynąc z zachodu na wschód. W dolnym biegu jest jedną z najwolniej płynących rzek Wietnamu, ustępując pod tym względem jedynie zdecydowanie najwolniejszej rzece Perfumowej.
W latach podziału na Wietnam Południowy i Północny główny trakt, czyli droga państwowa nr 1 biegnąca z południa na północ, przekraczała rzekę Bến Hải stalowym mostem Hiền Lương (zwanym również „Mostem Pokoju”), zbudowanym przez Francuzów w roku 1950. Gdy dokonano podziału na komunistyczną północ i republikańskie południe, most został pomalowany: północna jego część na czerwono, południowa zaś na żółto. Most ten został uszkodzony w wyniku amerykańskich bombardowań w roku 1967. 
Po pokoju paryskim, zawartym w roku 1973, granica przestała istnieć, a Bến Hải stała się wewnętrzną rzeką Wietnamu.